# Moodsync
Moodsync est une plateforme française basée sur l'humeur .
Codée  par Elieli1269 ,des discussions sont en cours pour la renommer ...
1. ↑  « Accueil - MoodSync », sur moodsync.alwaysdata.net (consulté le 19 août 2025)